# 法克湖島

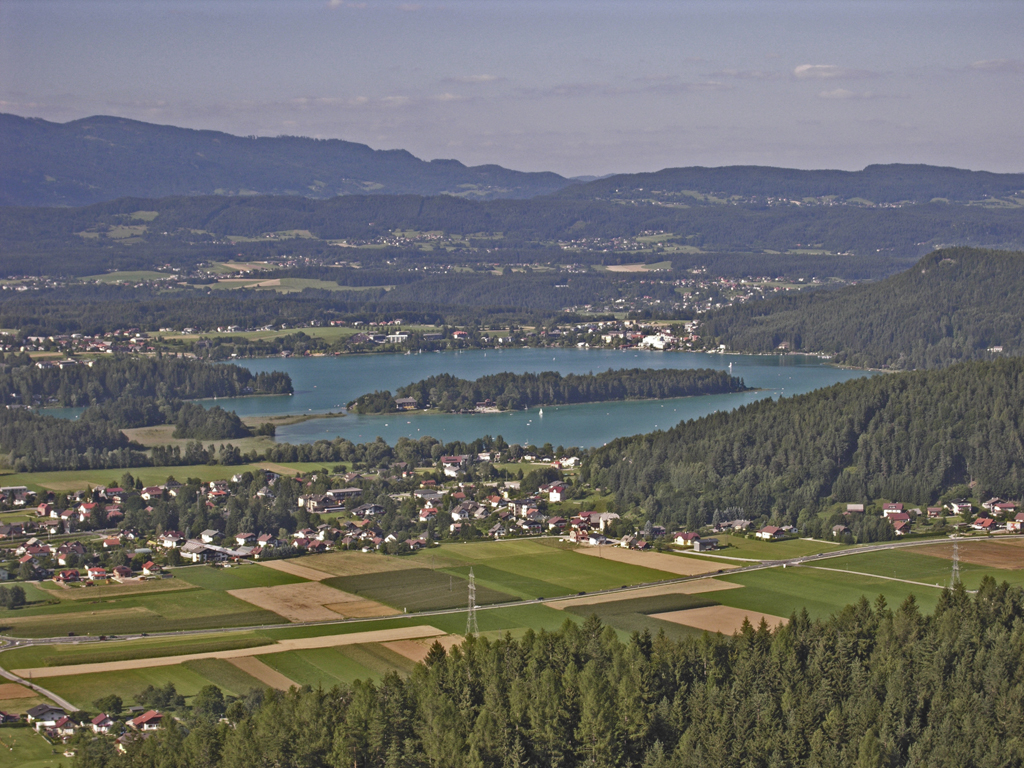

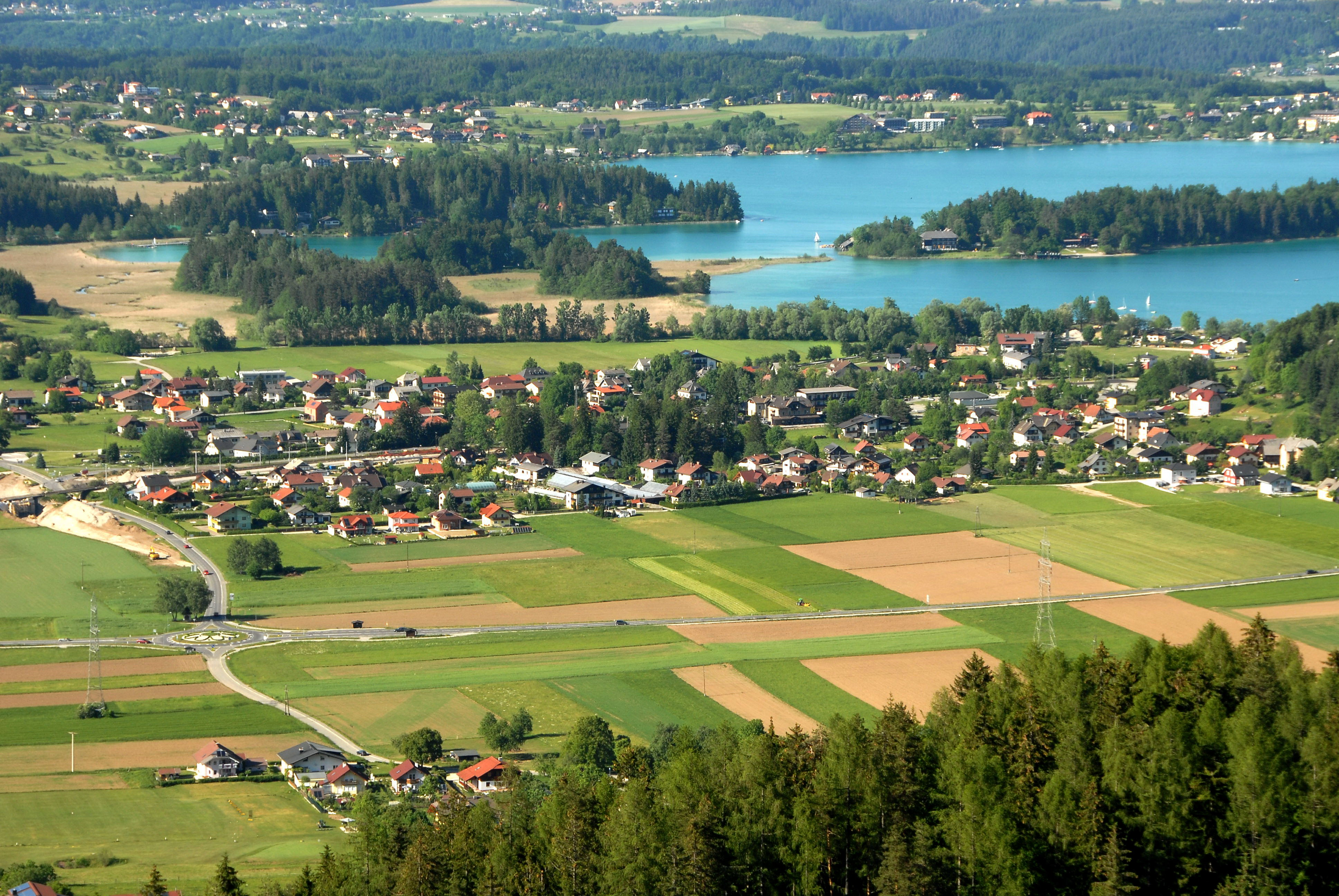

法克湖島是奧地利的湖島，位於克恩頓州法克湖，長0.7公里、寬0.2公里，面積0.08平方公里，最高點海拔高度566米，島上有一間四星級酒店。